# Myrna Hansen
Myrna Hansen (* 5. August 1934 in Chicago, Illinois) ist eine US-amerikanische Schauspielerin und Schönheitskönigin. Sie gewann den Titel der Miss USA im Jahr 1953 und hatte eine zwanzigjährige Filmkarriere.

## Leben
Myrna Hansen wuchs in ihrer Geburtsstadt Chicago auf und machte ihren Abschluss im Juni 1953 an der dortigen Carl Schurz High School. Vor ihrer Teilnahme an der Wahl zur Miss USA wollte sie Tierhaltung in Colorado studieren und anschließend als Tierärztin arbeiten. Stattdessen wurde Hansen jedoch von der Chicago Press Photographers Association zur Miss Photoflash of 1953 gewählt und nahm im selben Jahr an der Wahl zur Miss USA teil, den sie gewann. Als Preis erhielt sie neben einer mit Diamanten besetzten Uhr und einem Hillman Minx Cabriolet auch einen Filmvertrag bei den Universal Studios.
Hansen nahm als Miss USA auch an der Wahl zur Miss Universe des Jahres 1953 teil. Den Titel gewann jedoch Christiane Martel aus Frankreich. Im August 1954 erhielt sie den versprochenen Vertrag bei Universal. Hansen erste Rolle nach Vertragsschließung folgte 1955 als Spionen in The Purple Mask. Sie hatte bereits zuvor jedoch schon vereinzelte Nebenrollen in Filmen übernommen.
Bekanntheit erlangte Hansen vor allem durch ihre Rolle der Tess Cassidy im 1955 erschienenen Western Mit stahlharter Faust an der Seite von Kirk Douglas. 1957 nahm sich die Schauspielerin eine Auszeit und reiste unter falschem Namen durch die USA. In dieser Zeit arbeitete sie unter anderem als Kellnerin, Empfangsdame und Verkäuferin. Anschließend kehrte sie wieder nach Hollywood zurück.
Neben ihrer Filmkarriere trat Hansen auch in Fernsehserien und Shows auf. Ihr Fernsehdebüt hatte sie im Dezember 1955 in der The George Burns and Gracie Allen Show. Zu ihren Auftritten in Fernsehserien zählten Gastrollen in Hawaiian Eye und 77 Sunset Strip. 1973 beendete Hansen ihre Laufbahn als Schauspielerin in einer Nebenrolle in Der Pate von Harlem.
Myrna Hansen war dreimal verheiratet und ist Mutter zweier Kinder. Sie lebt mit ihrem dritten Ehemann in Beverly Hills.

## Filmografie (Auswahl)
- 1954: In den Kerkern von Marokko (Yankee Pasha)
- 1954: Aufruhr in Laramie (Rails Into Laramie)
- 1954: Drei Matrosen in Paris (So This Is Paris)
- 1955: The Purple Mask
- 1955: Mit stahlharter Faust (Man Without a Star)
- 1956: Es gibt immer ein Morgen (There’s Always Tomorrow)
- 1958: Das Mädchen aus der Unterwelt (Party Girl)
- 1959: Alle meine Träume (The Best of Everything)
- 1960: Hawaiian Eye (Fernsehserie, eine Folge)
- 1960: 77 Sunset Strip (Fernsehserie, eine Folge)
- 1964: Goodbye Charlie
- 1973: Der Pate von Harlem (Black Caesar)